# NGC 982
NGC 982 (również PGC 9838 lub UGC 2066) – galaktyka spiralna (Sa), znajdująca się w gwiazdozbiorze Andromedy. Odkrył ją William Herschel 17 października 1786 roku.